# اداراوون
اداراوون که با نام تجاری Radicava فروخته می شود، دارویی است که برای درمان سکته مغزی و اسکلروز جانبی آمیوتروفیک (ALS) استفاده می شود. این دارو از طریق وریدی و به شکل خوراکی تجویز می شود.
شایع ترین عوارض جانبی شامل کبودی (کوفتگی)، مشکلات راه رفتن (اختلال در راه رفتن) و سردرد است.
مکانیسم اثر اداراوون هنوز ناشناخته است. این دارو به عنوان یک آنتی‌اکسیدان شناخته شده است و استرس اکسیداتیو بخشی از فرآیندی است که موجب مرگ نورون‌ها در افراد مبتلا به ALS می شود.
سازمان غذا و داروی ایالات متحده (FDA) آن را یک داروی First-in-class می داند.

## جهت مطالعه
- Yoshino H (March 2019). "Edaravone for the treatment of amyotrophic lateral sclerosis". Expert Rev Neurother. 19 (3): 185–193. doi:10.1080/14737175.2019.1581610. PMID 30810406. S2CID 73490631.
- Canadian Agency for Drugs and Technologies in Health (April 2019). Pharmacoeconomic Review Report: Edaravone (Radicava): (Mitsubishi Tanabe Pharma Corporation). CADTH Common Drug Reviews. PMID 31211530. NBK542526.